# ۱۲۹۱ (قمری)
۱۲۹۱ (قمری)، هزار و دویست و نود و یکمین سال در گاهشماری هجری قمری است. اول محرم این سال برابر با هجدهم فوریه سال ۱۸۷۴ میلادی است.

## زادگان
- میرزا حسن‌خان مستوفی‌الممالک : سیاستمدار و نخست وزیر ایران در دوره قاجاریه.

## وابسته
- حسن مستوفی